# Modlibog
Modlibog, Modliboż – staropolskie imię męskie, złożone z członów Modli- ("modlić się, prosić") i -bog ("Bóg", ale pierwotnie "los, dola, szczęście"). Prawdopodobnie oznaczało pierwotnie: "ten, który prosi los".
Żeński odpowiednik: Modliboga.